# Dama (Mahaleo)
Pour les articles homonymes, voir Dama.
Dama, de son nom civil Zafimahaleo Rasolofondraosolo, né le 26 mai 1954 à Marolambo, à Tamatave (Madagascar), est un chanteur, auteur-compositeur, sociologue et membre fondateur du groupe Mahaleo.

## Biographie

### Débuts et Mahaleo
Durant sa jeunesse, Dama a commencé à faire de la musique tout seul sous le nom de Mahaleo (issu de son prénom Zafimahaleo) et commença à se produire sur des petites scènes. À seulement 17 ans, il composa sa chanson qui sera l'une des grandes chansons, de son futur groupe des années après, qui n'est autre que "Adin-Tsaina". C'est pendant ses années d'étude en sociologie, au début des années 1970, qu'il va faire la connaissance de Dadah et celui-ci va lui proposer de créer un groupe de musique avec lui. Après acceptation, Dama et Dadah vont alors chercher et recruter d'autres musiciens et vont ainsi repérer Bekoto, Fafah, Nono, et Charle qui, eux, ont déjà créé leur groupe, à l'époque, sous le nom "Les moineaux" et vient la venue de Raoul, le grand frère de Dama. Cette idée de Dadah va, plus tard, changer la vie des sept membres car leur formation coïncide avec les manifestations de 1972 à Antsirabe et vont avoir leur premier vrai succès au même moment. Et c'est alors que le nom de Dama, Mahaleo, va se répandre et va, par la suite, devenir le nom officiel du groupe.

### Politique
Dama a été nommé député indépendant en 1992 et en 1996. Il s'est également déclaré candidat à l'élection présidentielle de 2018 avec comme résultat 16 367 votes au premier tour.

## Dicographie

### Albums studios
- 1993 : Farakely (Mélodies de Madagascar/Melodies from Madagascar en 1994)
- 2012 : Sariaka/Badoda sy Solange

### Albums en commun
- 1994 : The long way home (avec D'Gary)
- 2009 : Madagascar all stars (réédité en 2014)
- 2014 : Deux voix deux guitares (avec Erick Manana)
- 2016 : Vaonala (avec Erick Manana)

## Filmographie
- 2005 : Mahaleo
- 2016 : Songs for Madagascar